# Fedcupový tým Belgie
Tým Belgie v Billie Jean King Cupu reprezentuje Belgii v tenisové soutěži ženských týmů od roku 1963 pod vedením národního svazu Královské belgické tenisové federace.
Belgie vyhrála jediný titul v roce 2001, když body v závěrečném střetnutí proti Rusku získaly Kim Clijstersová a Justine Heninová. Jako poražené finalistky skončily Belgičanky v ročníku 2006.
Tým od založení soutěže v roce 1963 absentoval pouze ve dvou ročnících 1965 a 1971. Mezi lety 1963–1989 vyhrál ve Světové skupině jen sedm mezistátních zápasů a nikdy více než jedno utkání na ročník. Opakovaně tak nastupoval do turnaje útěchy pro poražené z úvodního kola, kde se jeho maximem stalo semifinále. Do premiérového světového čtvrtfinále i semifinále se probojoval v roce 1997 a s jednou výjimkou zahájil éru desetileté účasti ve Světové skupině, která skončila v sezóně 2007. Semifinále se pak Belgie opět zúčastnila roku 2011 a po čtvrtfinálové prohře v sezóně 2012 následoval propad až do kontinentální evropsko-africké zóny. Do elitní světové úrovně se Belgičanky vrátily v roce 2018.

## Statistiky
Hráčským týmovým statistikám vévodí bývalá světová šestnáctka Sabine Appelmansová, která vyhrála celkově 32 zápasů včetně 25 dvouher, a nastoupila do rekordního počtu 33 mezistátních utkání, v rozmezí dvanácti ročníků 1988 až 1999, což také představuje rekordní zápis. Nejvyšší počet 17 vítězných čtyřher dosáhla Els Callensová.
Justine Heninová vyhrála všechny dvouhry a s poměrem 7–0 drží 100% úspěšnost. Jedinou další takovou hráčkou byla po sezóně 2018 Ysaline Bonaventureová se singlovým poměrem poměrem 4–0.
Jako nejmladší členka týmu do Fed Cupu ve 14 letech a 252 dnech zasáhla Tamaryn Hendlerová, když nastoupila do závěrečné čtyřhry čtvrtfinále světové skupiny 2007 proti Spojeným státům. Naopak jako nejstarší do utkání zasáhla Christiane Mercelisová v 37 letech a 231 dnech během semifinále turnaje útěchy Poháru federace 1969 proti Jihoafrické republice.
Nejdelší belgický zápas trval 3.35 hodin a Els Callensová v něm během čtvrtfinále světové skupiny 2004 porazila Španělku Virginii Ruanovou Pascualovou poměrem gamů 11–9 v rozhodující sadě.
Obrat z nepříznivého zápasového stavu 0:2 či 1:2 se Belgičankám do ročníku 2024 nikdy nepodařil.

### Nejdelší série neporazitelnosti: 9 výher
Nejdelší vítězná série Belgie činí 9 mezistátních výher, od utkání základního bloku 1. skupiny euroafrické zóny 1995 až do čtvrtfinále světové skupiny 1997.
| Rok  | úroveň                                     | datum           | dějiště                    | soupeř       | skóre | výsledek |
| ---- | ------------------------------------------ | --------------- | -------------------------- | ------------ | ----- | -------- |
| 1995 | 1. skupina euroafrické zóny, základní blok | 17. dubna       | Murcia, Španělsko          | Chorvatsko   | 2–1   | výhra    |
| 1995 | 1. skupina euroafrické zóny, základní blok | 18. dubna       | Murcia, Španělsko          | Rumunsko     | 2–1   | výhra    |
| 1995 | 1. skupina euroafrické zóny, základní blok | 19. dubna       | Murcia, Španělsko          | Izrael       | 3–0   | výhra    |
| 1995 | 1. skupina euroafrické zóny, semifinále    | 20. dubna       | Murcia, Španělsko          | Rumunsko     | 3–0   | výhra    |
| 1995 | 1. skupina euroafrické zóny, finále        | 21. dubna       | Murcia, Španělsko          | Maďarsko     | 3–0   | výhra    |
| 1995 | 2. světová skupina, baráž                  | 21–22. července | Ostende, Belgie            | Jižní Korea  | 3–2   | výhra    |
| 1996 | 2. světová skupina, čtvrtfinále            | 27–28. dubna    | Jakarta, Indonésie         | Indonésie    | 3–2   | výhra    |
| 1996 | Světová skupina, baráž                     | 13–14. července | Bloemfontein, Jižní Afrika | Jižní Afrika | 4–1   | výhra    |
| 1997 | Světová skupina, čtvrtfinále               | 1–2. března     | Sprimont, Belgie           | Španělsko    | 5–0   | výhra    |
| 1997 | Světová skupina, semifinále                | 12–13. července | Nice, Francie              | Francie      | 2–3   | prohra   |

## Chronologie zápasů

### 2000–2009
| Rok  | soutěž                              | datum             | místo                       | soupeř        | skóre | výsledek      |
| ---- | ----------------------------------- | ----------------- | --------------------------- | ------------- | ----- | ------------- |
| 2000 | Světová skupina, základní skupina C | 27. dubna         | Moskva, Rusko               | Austrálie     | 2–1   | výhra         |
| 2000 | Světová skupina, základní skupina C | 29. dubna         | Moskva, Rusko               | Francie       | 2–1   | výhra         |
| 2000 | Světová skupina, základní skupina C | 30. dubna         | Moskva, Rusko               | Rusko         | 2–1   | výhra         |
| 2000 | Světová skupina, semifinále         | 21. listopadu     | Las Vegas, Spojené státy    | Spojené státy | 1–2   | prohra        |
| 2001 | Světová skupina, základní skupina B | 7. listopadu      | Madrid, Španělsko           | Německo       | 3–0   | výhra         |
| 2001 | Světová skupina, základní skupina B | 9. listopadu      | Madrid, Španělsko           | Austrálie     | 3–0   | výhra         |
| 2001 | Světová skupina, základní skupina B | 10. listopadu     | Madrid, Španělsko           | Španělsko     | 3–0   | výhra         |
| 2001 | Světová skupina, finále             | 11. listopadu     |                             | Rusko         | 2–1   | vítězství (1) |
| 2002 | Světová skupina, 1. kolo            | 27.–28. dubna     | Brusel, Belgie              | Austrálie     | 3–1   | výhra         |
| 2002 | Světová skupina, čtvrtfinále        | 20.–21. července  | Bologna, Itálie             | Itálie        | 1–4   | prohra        |
| 2003 | Světová skupina, 1. kolo            | 26.–27. dubna     | Bree, Belgie                | Rakousko      | 5–0   | výhra         |
| 2003 | Světová skupina, čtvrtfinále        | 19.–20. července  | Charleroi, Belgie           | Slovensko     | 5–0   | výhra         |
| 2003 | Světová skupina, semifinále         | 19.–20. listopadu | Moskva, Rusko               | Spojené státy | 1–4   | prohra        |
| 2004 | Světová skupina, 1. kolo            | 24.–25. dubna     | Bree, Belgie                | Chorvatsko    | 3–2   | výhra         |
| 2004 | Světová skupina, čtvrtfinále        | 10.–11. července  | Jerez, Španělsko            | Španělsko     | 2–3   | prohra        |
| 2005 | Světová skupina, 1. kolo            | 23.–24. dubna     | Delray Beach, Spojené státy | Spojené státy | 0–5   | prohra        |
| 2005 | Světová skupina, baráž              | 9.–10. července   | Bree, Belgie                | Argentina     | 3–2   | výhra         |
| 2006 | Světová skupina, 1. kolo            | 22.–23. dubna     | Lutych, Belgie              | Rusko         | 3–2   | výhra         |
| 2006 | Světová skupina, semifinále         | 15.–16. července  | Ostende, Belgie             | Spojené státy | 4–1   | výhra         |
| 2006 | Světová skupina, finále             | 16.–17. září      | Charleroi, Belgie           | Itálie        | 2–3   | porážka       |
| 2007 | Světová skupina, 1. kolo            | 21.–22. dubna     | Delray Beach, Spojené státy | Spojené státy | 0–5   | prohra        |
| 2007 | Světová skupina, baráž              | 14.–15. července  | Knokke-Heist, Belgie        | Čína          | 1–4   | prohra        |
| 2008 | Světová skupina II, 1. kolo         | 2.–3. února       | Charkov, Ukrajina           | Ukrajina      | 2–3   | prohra        |
| 2008 | Světová skupina II, baráž           | 26.–27. dubna     | Mons, Belgie                | Kolumbie      | 5–0   | výhra         |
| 2009 | Světová skupina II, 1. kolo         | 7.–8. února       | Bratislava, Slovensko       | Slovensko     | 1–4   | prohra        |
| 2009 | Světová skupina II, baráž           | 25.–26. dubna     | Hasselt, Belgie             | Kanada        | 3–2   | výhra         |

### 2010–2019
| Rok  | soutěž                               | datum         | místo                     | povrch     | soupeř         | skóre | výsledek |
| ---- | ------------------------------------ | ------------- | ------------------------- | ---------- | -------------- | ----- | -------- |
| 2010 | Světová skupina II, 1. kolo          | 6.–7. února   | Bydhošť, Polsko           | tvrdý (h)  | Polsko         | 3–2   | výhra    |
| 2010 | Světová skupina, baráž               | 24.–25. dubna | Hasselt, Belgie           | antuka (h) | Estonsko       | 3–2   | výhra    |
| 2011 | Světová skupina, 1. kolo             | 5.–6. února   | Antverpy, Belgie          | tvrdý (h)  | Spojené státy  | 4–1   | výhra    |
| 2011 | Světová skupina, semifinále          | 16.–17. dubna | Charleroi, Belgie         | tvrdý (h)  | Česko          | 2–3   | prohra   |
| 2012 | Světová skupina, 1. kolo             | 4.–5. února   | Charleroi, Belgie         | tvrdý (h)  | Srbsko         | 2–3   | prohra   |
| 2012 | Světová skupina, baráž               | 21.–22. dubna | Tokio, Japonsko           | tvrdý (h)  | Japonsko       | 1–4   | prohra   |
| 2013 | Světová skupina II, 1. kolo          | 9.–10. února  | Bern, Švýcarsko           | antuka (h) | Švýcarsko      | 1–4   | prohra   |
| 2013 | Světová skupina II, baráž            | 20.–21. dubna | Koksijde, Belgie          | tvrdý (h)  | Polsko         | 1–4   | prohra   |
| 2014 | 1. skupina euroafrické zóny (blok A) | 4. února      | Budapešť, Maďarsko        | tvrdý (h)  | Lucembursko    | 3–0   | výhra    |
| 2014 | 1. skupina euroafrické zóny (blok A) | 5. února      | Budapešť, Maďarsko        | tvrdý (h)  | Nizozemsko     | 0–3   | prohra   |
| 2014 | 1. skupina euroafrické zóny (blok A) | 7. února      | Budapešť, Maďarsko        | tvrdý (h)  | Chorvatsko     | 3–0   | výhra    |
| 2014 | o konečné 5.–8. místo                | 9. února      | Budapešť, Maďarsko        | tvrdý (h)  | Portugalsko    | 2–1   | výhra    |
| 2015 | 1. skupina euroafrické zóny (blok D) | 4. února      | Budapešť, Maďarsko        | tvrdý (h)  | Lotyšsko       | 3–0   | výhra    |
| 2015 | 1. skupina euroafrické zóny (blok D) | 5. února      | Budapešť, Maďarsko        | tvrdý (h)  | Izrael         | 3–0   | výhra    |
| 2015 | 1. skupina euroafrické zóny (blok D) | 6. února      | Budapešť, Maďarsko        | tvrdý (h)  | Chorvatsko     | 1–2   | prohra   |
| 2015 | o konečné 5.–8. místo                | 7. února      | Budapešť, Maďarsko        | tvrdý (h)  | Maďarsko       | 0–3   | prohra   |
| 2016 | 1. skupina euroafrické zóny (blok D) | 3. února      | Ejlat, Izrael             | tvrdý      | Lotyšsko       | 3–0   | výhra    |
| 2016 | 1. skupina euroafrické zóny (blok D) | 4. února      | Ejlat, Izrael             | tvrdý      | Maďarsko       | 3–0   | výhra    |
| 2016 | 1. skupina euroafrické zóny (blok D) | 5. února      | Ejlat, Izrael             | tvrdý      | Bulharsko      | 3–0   | výhra    |
| 2016 | baráž o postup                       | 6. února      | Ejlat, Izrael             | tvrdý      | Velká Británie | 2–0   | výhra    |
| 2016 | Světová skupina II, baráž            | 16.–17. dubna | Bělehrad, Sbrsko          | antuka (h) | Srbsko         | 3–2   | výhra    |
| 2017 | Světová skupina II, 1. kolo          | 11.–12. února | Bukurešť, Rumunsko        | tvrdý (h)  | Rumunsko       | 3–1   | výhra    |
| 2017 | Světová skupina, baráž               | 22.–23. dubna | Moskva, Rusko             | antuka (h) | Rusko          | 3–2   | výhra    |
| 2018 | Světová skupina, 1. kolo             | 10.–11. února | La Roche-sur-Yon, Francie | tvrdý (h)  | Francie        | 2–3   | prohra   |
| 2018 | Světová skupina, baráž               | 21.–22. dubna | Janov , Itálie            | antuka     | Itálie         | 4–0   | výhra    |
| 2019 | Světová skupina, 1. kolo             | 9.–10. února  | Lutych, Belgie            | tvrdý (h)  | Francie        | 1–3   | prohra   |
| 2019 | Světová skupina, baráž               | 20.–21. dubna | Kortrijk, Belgie          | tvrdý (h)  | Španělsko      | 2–3   | prohra   |

### 2020–2029
| Rok  | soutěž                            | datum             | místo                       | povrch    | soupeř        | skóre    | výsledek |
| ---- | --------------------------------- | ----------------- | --------------------------- | --------- | ------------- | -------- | -------- |
| 2021 | Kvalifikační kolo                 | 7.–8. února 2020  | Kortrijk, Belgie            | tvrdý (h) | Kazachstán    | 3–1      | výhra    |
| 2021 | Finálový turnaj, základní skupina | 1. listopadu 2021 | Praha, Česko                | tvrdý (h) | Bělorusko     | 2–1      | výhra    |
| 2021 | Finálový turnaj, základní skupina | 2. listopadu 2021 | Praha, Česko                | tvrdý (h) | Austrálie     | 1–2      | prohra   |
| 2022 | Kvalifikační kolo                 | 15.–16. dubna     | —                           | —         | Bělorusko     | bez boje | —        |
| 2022 | Finálový turnaj, základní skupina | 9. listopadu      | Glasgow, Spojené království | tvrdý (h) | Slovensko     | 1–2      | prohra   |
| 2022 | Finálový turnaj, základní skupina | 10. listopadu     | Glasgow, Spojené království | tvrdý (h) | Austrálie     | 0–3      | prohra   |
| 2023 | Kvalifikační kolo                 | 14.–15. dubna     | Vancouver, Kanada           | tvrdý (h) | Kanada        | 2–3      | prohra   |
| 2023 | Světová skupina, baráž            | 11.–12. listopadu | Charleroi, Belgie           | tvrdý (h) | Maďarsko      | 3–1      | výhra    |
| 2024 | Kvalifikační kolo                 | 12.–13. dubna     | Orlando, Spojené státy      | tvrdý     | Spojené státy | 0–4      | prohra   |
| 2024 | Kvalifikační kolo, baráž          | listopadu         |                             |           |               |          |          |

## Přehled finále: 2 (1–1)
| Výsledek  | Č. | Datum a místo konání                                                                  | Belgičanky                                                                 | Soupeřky                                                                     | Skóre | Zdroj |
| --------- | -- | ------------------------------------------------------------------------------------- | -------------------------------------------------------------------------- | ---------------------------------------------------------------------------- | ----- | ----- |
| Vítěz     | 1. | Fed Cup 2001 11. listopadu 2001 Madrid, Španělsko antuka, Parque Ferial Juan Carlos I | Justine Heninová Kim Clijstersová Els Callensová Laurence Courtoisová      | Rusko                                                                        | 2–1   | [ 5 ] |
| Vítěz     | 1. | Fed Cup 2001 11. listopadu 2001 Madrid, Španělsko antuka, Parque Ferial Juan Carlos I | Justine Heninová Kim Clijstersová Els Callensová Laurence Courtoisová      | Naděžda Petrovová Jelena Dementěvová Jelena Lichovcevová Jelena Bovinová     | 2–1   | [ 5 ] |
| Finalista | 1. | Fed Cup 2006 16.–17. září 2006 Charleroi, Belgie tvrdý, Spiroudome                    | Justine Heninová Kirsten Flipkensová Caroline Maesová Leslie Butkiewiczová | Itálie                                                                       | 2–3   | [ 6 ] |
| Finalista | 1. | Fed Cup 2006 16.–17. září 2006 Charleroi, Belgie tvrdý, Spiroudome                    | Justine Heninová Kirsten Flipkensová Caroline Maesová Leslie Butkiewiczová | Francesca Schiavoneová Flavia Pennettaová Roberta Vinciová Mara Santangelová | 2–3   | [ 6 ] |

## Přehled ročníků
| Ročník          | 1963    | 1964    | 1965   | 1966    | 1967    | 1968    | 1969    | 1970    | 1971 | 1972    | 1973    | 1974    | 1975    | 1976    | 1977    | 1978    | 1979    | 1980    | 1981    | 1982    | 1983    | 1984    | 1985    | 1986    | 1987    | 1988    | 1989    | 1990    |
| --------------- | ------- | ------- | ------ | ------- | ------- | ------- | ------- | ------- | ---- | ------- | ------- | ------- | ------- | ------- | ------- | ------- | ------- | ------- | ------- | ------- | ------- | ------- | ------- | ------- | ------- | ------- | ------- | ------- |
| Pohár federace  |         |         |        |         |         |         |         |         |      |         |         |         |         |         |         |         |         |         |         |         |         |         |         |         |         |         |         |         |
| Světová skupina | 1. kolo | 2. kolo | A      | 1. kolo | 1. kolo | 1. kolo | 2. kolo | 1. kolo | A    | 1. kolo | 2. kolo | 1. kolo | 2. kolo | 2. kolo | 1. kolo | 1. kolo | 2. kolo | 1. kolo | 1. kolo | 1. kolo | 1. kolo | 2. kolo | 1. kolo | 1. kolo | 1. kolo | 1. kolo | 1. kolo | 2. kolo |
| Turnaj útěchy   | nehrán  | nehrán  | nehrán | nehrán  | nehrán  | nehrán  | SF      | SF      | A    | SF      | 2. kolo | SF      | SF      | A       | SF      | NH      | A       | QF      | QF      | QF      | 2. kolo | A       | 2R      | QF      | 2. kolo | QF      | 2. kolo | A       |

| Ročník                            | 1991           | 1992           | 1993           | 1994           | 1995    | 1996    | 1997    | 1998    | 1999    | 2000    | 2001    | 2002    | 2003    | 2004    | 2005    | 2006    | 2007    | 2008    | 2009    | 2010    | 2011    | 2012    | 2013    | 2014    | 2015    | 2016    | 2017    |
| --------------------------------- | -------------- | -------------- | -------------- | -------------- | ------- | ------- | ------- | ------- | ------- | ------- | ------- | ------- | ------- | ------- | ------- | ------- | ------- | ------- | ------- | ------- | ------- | ------- | ------- | ------- | ------- | ------- | ------- |
| Pohár federace                    | Pohár federace | Pohár federace | Pohár federace | Pohár federace | Fed Cup | Fed Cup | Fed Cup | Fed Cup | Fed Cup | Fed Cup | Fed Cup | Fed Cup | Fed Cup | Fed Cup | Fed Cup | Fed Cup | Fed Cup | Fed Cup | Fed Cup | Fed Cup | Fed Cup | Fed Cup | Fed Cup | Fed Cup | Fed Cup | Fed Cup | Fed Cup |
| Světová skupina                   | 1. kolo        | 1. kolo        | 1. kolo        | 1. kolo        | A       | A       | SF      | QF      | A       | SF      | vítěz   | QF      | SF      | QF      | QF      | F       | QF      | A       | A       | A       | SF      | QF      | A       | A       | A       | A       | A       |
| Světová baráž                     | vítěz          | prohra         | prohra         | NH             | A       | vítěz   | A       | prohra  | NH      | NH      | A       | A       | A       | A       | vítěz   | A       | prohra  | A       | A       | vítěz   | A       | prohra  | A       | A       | A       | A       | vítěz   |
| 2. světová skupina                | nehrána        | nehrána        | nehrána        | nehrána        | A       | vítěz   | A       | A       | vítěz   | A       | A       | A       | A       | A       | A       | A       | A       | prohra  | prohra  | vítěz   | A       | A       | prohra  | A       | A       | A       | vítěz   |
| 2. světová baráž                  | nehrána        | nehrána        | nehrána        | nehrána        | vítěz   | A       | A       | A       | A       | A       | A       | A       | A       | A       | A       | A       | A       | vítěz   | vítěz   | A       | A       | A       | prohra  | A       | A       | vítěz   | A       |
| baráž 1. skupiny euroafrické zóny | A              | A              | vítěz          | vítěz          | vítěz   | A       | A       | A       | A       | A       | A       | A       | A       | A       | A       | A       | A       | A       | A       | A       | A       | A       | A       | A       | A       | vítěz   | A       |
| 1. skupina euroafrické zóny       | A              | A              | vítěz          | vítěz          | vítěz   | A       | A       | A       | A       | A       | A       | A       | A       | A       | A       | A       | A       | A       | A       | A       | A       | A       | A       | 2.      | 2.      | 1.      | A       |

| Ročník                            | 2018  | 2019   | V–P   |
| --------------------------------- | ----- | ------ | ----- |
| Fed Cup                           |       |        |       |
| Světová skupina                   | QF    | QF     | 21–29 |
| Světová baráž                     | vítěz | prohra | 6–6   |
| 2. světová skupina                | A     | A      | 4–3   |
| 2. světová baráž                  | A     | A      | 4–1   |
| baráž 1. skupiny euroafrické zóny | A     | A      |       |
| 1. skupina euroafrické zóny       | A     | A      |       |
| Poměr zápasů                      | —     | —      | 80–73 |

| Legenda | Legenda                                   | Legenda | Legenda                     |
| ------- | ----------------------------------------- | ------- | --------------------------- |
| SR      | poměr vyhraných turnajů ku všem odehraným | W–L V–P | výhry–prohry                |
| NH      | daný rok se turnaj nekonal                | A       | turnaje se hráč nezúčastnil |
| 1Q / LQ | prohra v (kole) kvalifikace               | 1k / 1R | prohra v daném kole turnaje |
| QF / ČF | prohra ve čtvrtfinále                     | SF      | prohra v semifinále         |
| F       | prohra ve finále                          | Vítěz   | vítězství v turnaji         |

## Složení týmu
| Rok  | Členky týmu         | Členky týmu             | Členky týmu            | Členky týmu             |
| 2019 | Elise Mertensová    | Alison Van Uytvancková  | Kirsten Flipkensová    | Ysaline Bonaventureová  |
| 2019 | Yanina Wickmayerová | —                       | —                      | —                       |
| 2021 | Elise Mertensová    | Greet Minnenová         | Ysaline Bonaventureová | Kirsten Flipkensová     |
| 2022 | Elise Mertensová    | Alison Van Uytvancková  | Kirsten Flipkensová    | Ysaline Bonaventureová  |
| 2022 | Maryna Zanevská     | —                       | —                      | —                       |
| 2023 | Greet Minnenová     | Yanina Wickmayerová     | Kirsten Flipkensová    | Ysaline Bonaventureová  |
| 2023 | Marie Benoîtová     | Kimberley Zimmermannová | —                      | —                       |
| 2024 | Sofia Costoulasová  | Hanne Vandewinkelová    | Marie Benoitová        | Kimberley Zimmermannová |

## Nehrající kapitáni
| Kapitán             | nástup | odchod    |
| ------------------- | ------ | --------- |
| Steven Martens      | 1994   | 1998      |
| Ivo Van Aken        | 1999   | 2004      |
| Carl Maes           | 2005   | 2007      |
| Sabine Appelmansová | 2007   | 2011      |
| Ann Devriesová      | 2011   | 2016      |
| Dominique Monamiová | 2017   | 2018      |
| Ivo Van Aken        | 2017   | 2018      |
| Johan Van Herck     | 2019   | 2023      |
| Wim Fissette        | 2023   | úřadující |

### Související článek
- Daviscupový tým Belgie
- Belgie na Hopmanově poháru